# Charlie Parker
(scritta sul muro e sul monumento in suo onore)
Charles "Charlie" Christopher Parker, Jr. (soprannominato Bird o Yardbird) (Kansas City, 29 agosto 1920 – New York, 12 marzo 1955) è stato un sassofonista e compositore statunitense di musica jazz, ricordato per essere stato uno dei padri fondatori del movimento musicale chiamato bebop, oltre che per la sua padronanza della tecnica sassofonistica.

## Biografia
Charlie Parker nacque nel 1920, e si hanno scarse notizie sulla sua giovinezza; suo padre era un artista di vaudeville che lo abbandonò alle cure della madre poco dopo il parto. Il giovane Charlie si avvicina alla musica suonando il sassofono per qualche mese nella banda scolastica (con scarsissimo entusiasmo e grande divertimento della madre): a tredici anni Parker suona il sassofono baritono e un anno dopo aggiunge il contralto su cui, nei primi anni di apprendistato, si esercita anche per quindici ore al giorno. Parker debutta a Kansas City nel 1937 con le orchestre di Lawrence Keyes, Harlan Leonard e Jay McShann, ed è con quest'ultima che arriva sulla scena di New York, nel 1941. A quell'epoca aveva già incominciato a sviluppare un suo personalissimo stile che partendo da radici swing e blues apporta alla musica afro-americana un originale sviluppo improvvisativo caratterizzato da ardite sostituzioni armoniche e da una maggiore attenzione per il ritmo. Questo stile influenzerà molti musicisti dell'epoca diventando un vero e proprio linguaggio che verrà in seguito chiamato Bebop.

### New York
Nel 1947 Parker si stabilisce definitivamente a New York, e inizia a collaborare con i maggiori musicisti presenti sulla scena, in particolare con il suo alter ego trombettistico Dizzy Gillespie. Insieme, si erano trovati a suonare nella band di Earl Hines, portati dal cantante Billy Eckstine, nel 1943. Sempre insieme, l'anno dopo, trasmigreranno nell'orchestra che Billy Eckstine metterà in piedi. Questa formazione che per alcuni è stata la prima a poter essere chiamata Be-Bop, aveva anche, tra le sue file, Art Blakey, Dexter Gordon, Fats Navarro, Sarah Vaughan e ci passerà pure Miles Davis. Dopo un anno, Bird e Dizzy, che già si esibivano in combo improvvisati, e a tarda notte partecipavano alle famose jam session del Monroe's e del Minton's, iniziano a fare serate nei locali della Cinquantaduesima strada inclusi il Three Deuces e il The Onyx.
Nei gruppi di Parker si alterneranno durante gli anni: Miles Davis, Howard McGhee, Red Rodney, Fats Navarro, Kenny Dorham (tromba), J. J. Johnson, Trummy Young (trombone), Lucky Thompson, Dexter Gordon, Wardell Gray (sax tenore), Milt Jackson (vibrafono), Bud Powell, John Lewis, Al Haigh, Clyde Hart, Hank Jones, Thelonious Monk, Red Garland (piano), Barney Kessel, Billy Bauer, Remo Palmieri (chitarra), Oscar Pettiford, Red Callender, Ray Brown, Charles Mingus, Curley Russell, Tommy Potter (contrabbasso), Max Roach, Specs Powell, Roy Haynes, Joe Harris, J. C. Heard (batteria).

### Bebop

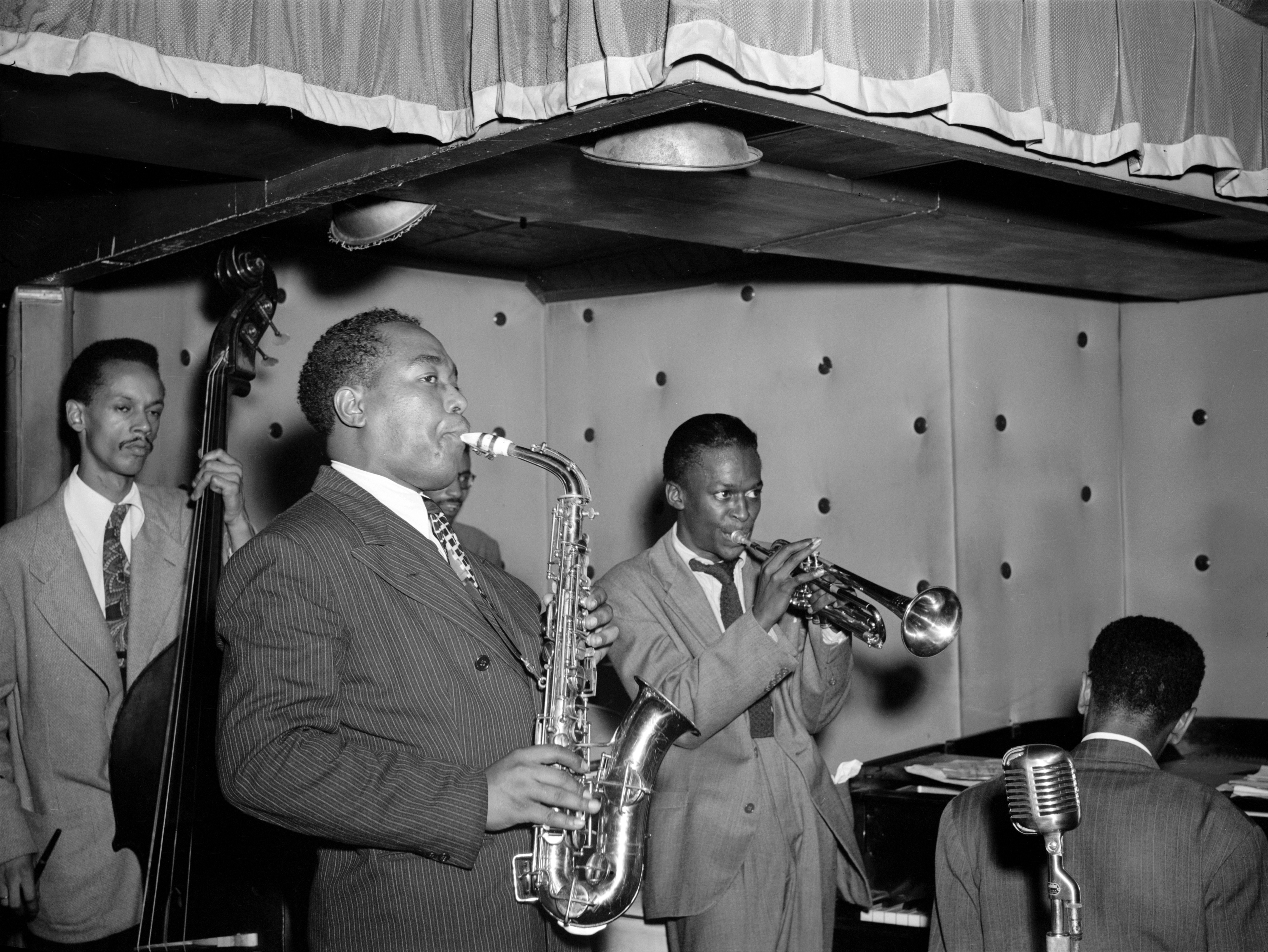
Da sinistra a destra: Tommy Potter, Charlie Parker, Max Roach (quasi nascosto da Parker), Miles Davis e Duke Jordan, ritratti da William P. Gottlieb al Three Deuces, sulla Cinquantaduesima strada, intorno all'agosto del 1947.

La fama di Charlie Parker esplode nel 1945 proprio nei gruppi in cui milita assieme a Gillespie: le incisioni di Billie's Bounce, Ko Ko, Now's the Time, Ornithology (per citare solo alcune tra le più famose) rappresentano una vera e propria rivoluzione nel mondo musicale afro-americano, segnando per sempre la storia del jazz.
In particolare Ko Ko viene generalmente considerata la prima registrazione di un brano in stile bebop mai effettuata, oltre che il manifesto musicale del nascente genere.
Charlie Parker raccontò di avere accidentalmente "creato" il bebop mentre improvvisava suonando Cherokee, un brano di Ray Noble. Lo suonò così tante volte che alla fine ne aveva la nausea, ma si accorse che impiegando come linea melodica gli intervalli più alti degli accordi e mettendovi sotto armonie nuove, simili, stava suonando qualcosa di "nuovo", una sorta di ritmo musicale insolito che aveva dentro di sé. Ko Ko possiede un'introduzione parzialmente improvvisata e la struttura di base degli accordi basata su quella di Cherokee.
(Charlie Parker)
Nella seduta del 1949 che riunisce le stelle dell'etichetta Metronome, Parker si confronta con le ottime partiture di Lennie Tristano (Victory Ball) e Pete Rugolo (Overtime), oltre che coi migliori solisti del periodo. Fondamentali le raccolte di incisioni per la Savoy Records, la Dial Records e la Verve Records nelle quali si possono confrontare i differenti assolo di Bird sullo stesso pezzo (alternate takes) e le bellissime esecuzioni estemporanee (jam sessions) con Johnny Hodges, Benny Carter, Ben Webster, Coleman Hawkins, Lester Young, Ella Fitzgerald, Roy Eldridge, Charlie Shavers, Buddy Rich, Oscar Peterson, Ray Brown, Flip Phillips.

### Dipendenza da alcool e droga
Parker era tossicodipendente dall'eroina fin dall'adolescenza, e ciò gli causò svariati problemi anche nella professione: spesso mancava di presentarsi ai concerti o veniva licenziato perché si presentava strafatto. Per soddisfare la sua dipendenza, frequentava gli spacciatori di strada (ad uno dei quali dedicò anche una sua celebre canzone, Moose the Mooche), riceveva prestiti e donazioni da colleghi e ammiratori, impegnò il proprio sassofono varie volte, ed arrivò persino a mendicare per strada quando si trovava a corto di denaro e senza una scrittura. La situazione di Parker era quella tipica risultante dalle forti connessioni tra l'abuso di droga e la scena jazz dell'epoca. Nonostante producesse ugualmente musica di gran valore in questo periodo, le cattive abitudini di Parker si fecero sempre più frequenti a causa della droga. Spesso l'eroina era difficile da procurarsi, soprattutto quando Parker si trasferì per un breve periodo in California dove la droga circolava di meno ai tempi rispetto che a New York, e a causa di ciò iniziò a bere pesantemente per compensarne la mancanza.

### L'incisione diLover Mane il ricovero al Camarillo
Una celebre registrazione effettuata per la Dial Records il 29 luglio del 1946, fornisce evidenti dimostrazioni delle sue cattive condizioni di salute. Si racconta che per essere sicuri che tutto filasse per il verso giusto, il discografico Ross Russell a capo della Dial Records volle che in cabina di regia fosse presente anche uno psichiatra. Parker, infatti, era in quel periodo soggetto a sbalzi d'umore dovuti alle crisi d'astinenza e ai vari problemi di salute che lo affliggevano. Era spesso aggressivo, irascibile, quasi incapace di suonare, per poi di punto in bianco diventare cordiale, sereno e il grande musicista di sempre. Quella sera Bird stava male, sudava copiosamente, era confuso e non riusciva a coordinare i movimenti. Fu registrata a fatica Max is Making Wax; poi, dopo che il medico gli ebbe dato qualche pillola, Parker volle incidere un altro brano: Lover Man. Cominciò così una delle più celebri sedute di registrazione nella storia del jazz:
(Ross Russell)
Alla seduta assistette anche il giornalista di Billboard Elliott Grennard, che qualche mese dopo pubblicò sull'esperienza un racconto intitolato Sparrow's Last Jump, pubblicato su Harper's Magazine nel maggio 1947. Parker, comunque, non era assolutamente soddisfatto della registrazione e anni dopo volle reincidere Lover Man, in una versione tecnicamente perfetta, ma inferiore alla prima per pathos, lirismo e intensità. Dopo aver inciso frettolosamente altri due brani, The Gypsy e Bebop, la seduta ebbe fine. Uno stremato Parker fu riaccompagnato in albergo, ma poco dopo dette in escandescenze, piombò nudo e urlante nell'atrio dell'hotel, e quando risalì in stanza cercò di appiccare il fuoco al letto, prima di essere portato via dalla polizia. Dopo una decina di giorni in prigione, fu internato nel reparto psichiatrico della casa di cura "Camarillo State Mental Hospital", a un centinaio di chilometri da Los Angeles, dove restò ricoverato per sei mesi, esperienza che ispirò a Bird il celebre brano Relaxin' at Camarillo.
Uscito dal manicomio, inizialmente Parker restò sobrio e "pulito" e incise alcune delle sue migliori registrazioni. Quando, però, lasciò la California per tornare a New York, ricominciò, continuando comunque a registrare dozzine di brani per le etichette discografiche Savoy e Dial, tra le sue cose migliori. Molte di queste incisioni furono eseguite dal cosiddetto "quintetto classico" che comprendeva anche Miles Davis e Max Roach.

### Charlie Parker with Strings
Nel 1950 Bird incise a New York accompagnato da una grande orchestra d'archi. Fu l'unico successo finanziario di Parker in vita. I fan di vecchia data e i cultori del bebop gli rinfacciarono di essere diventato "commerciale" e Bird ne rimase molto deluso. In realtà era da diverso tempo che Parker coltivava il sogno di incidere la sua musica in un contesto "più classico" e, anche se i risultati non furono altrettanto validi e storicamente rilevanti rispetto alle incisioni con Gillespie degli anni quaranta, queste sedute con gli archi avrebbero avuto un impatto enorme sul proseguimento della sua carriera.
Parker, con il suo sax alto, rimane impareggiabile per tecnica, fantasia, originalità. È un uomo brillante, colto (ama Béla Bartók, Arnold Schönberg, Paul Hindemith e Igor' Fëdorovič Stravinskij), dotato di un naturale e mostruoso talento. È un solista formidabile, esuberante, capace di improvvisare a velocità fantastica, di inventare splendide melodie, di commuovere con il suo lirismo.
Rappresentò per la comunità afro-americana del suo tempo il raggiungimento di una pari dignità con i bianchi.

### Jazz at Massey Hall
Nel 1953, Charlie Parker si esibì alla Massey Hall di Toronto, in Canada, insieme a un super gruppo composto da Dizzy Gillespie, Charles Mingus, Bud Powell e Max Roach. Sfortunatamente, il concerto coincise con la messa in onda in televisione di un match di boxe per il titolo mondiale dei pesi massimi fra Rocky Marciano e Jersey Joe Walcott: ciò causò uno scarso afflusso di pubblico. Il concerto venne però registrato da Mingus e pubblicato su album con il titolo Jazz at Massey Hall, diventando ben presto un classico e uno dei concerti jazz più famosi in assoluto grazie all'incredibile cast dei musicisti impiegati. Per ragioni contrattuali, Charlie Parker poté partecipare al progetto solo sotto pseudonimo, venendo accreditato come "Charlie Chan" nelle note del disco (Chan era il nome della sua ultima ragazza).

### Morte

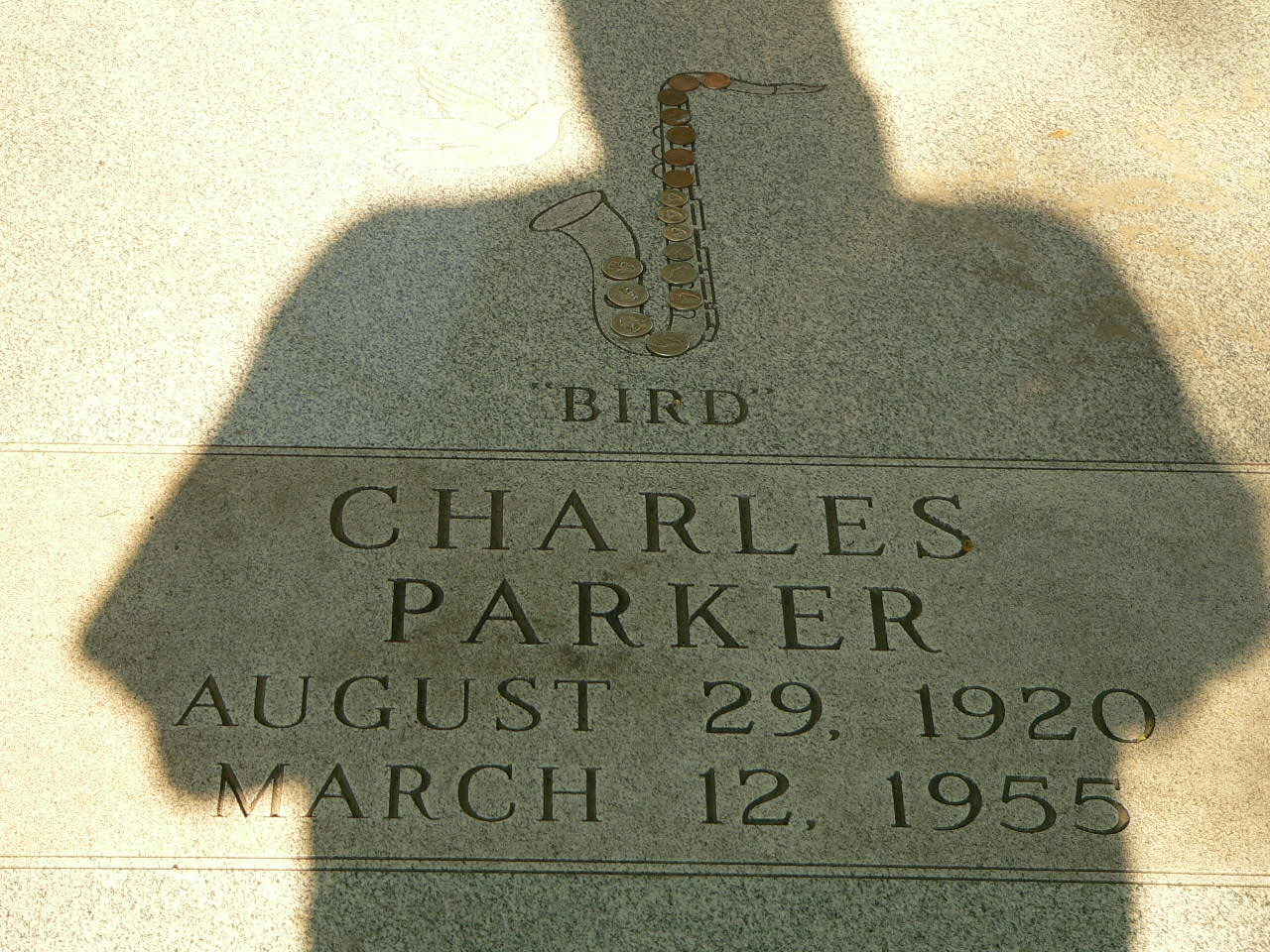
La tomba di Charlie Parker al Lincoln Cemetary di Kansas City.

L'eroina e i molti altri eccessi che avevano segnato tutta la sua vita lo uccisero mentre guardava la televisione, ospite della nobildonna e mecenate del jazz Pannonica de Koenigswarter. Il medico che esaminò la salma, il dottor Robert Freymann, non fu in grado di stabilire le cause della morte e stimò a sessantacinque anni l'età di Charlie Parker mentre ne aveva trenta in meno. La diagnosi ufficiale alla fine fu polmonite.
(Miles Davis, l'Autobiografia)
(Charles Mingus)

## Lascito artistico
Reputato uno dei padri fondatori del jazz moderno, Charlie Parker fu uno dei musicisti più innovativi e influenti dell'intera storia del jazz. Dagli anni cinquanta ad oggi, il mondo della musica jazz (e non solo) si è trovato a dover fare i conti con l'influenza dell'opera di Parker. Molti musicisti trascrivevano e copiavano nota per nota i suoi assoli. Dean Benedetti registrò su acetato molti assoli di Bird, soprattutto relativi ai concerti degli anni 1947 e 1948, che fanno parte delle registrazioni "The Complete Dean Benedetti Recordings of Charlie Parker" (a cura di Phil Schaap e Bob Porter), pubblicato dall'etichetta statunitense Mosaic Records. Legioni di sassofonisti imitarono il suo stile e il suo modo di suonare.
Come importanza, la figura di Parker è paragonabile forse solo a quelle di Louis Armstrong e Miles Davis. Tutti e tre stabilirono quali erano i canoni definitivi dei loro strumenti per decenni interi, fecero compiere balzi in avanti nella comprensione, nell'ideazione e nell'esecuzione musicale, e ben pochi non si lasciarono influenzare dai loro stili. In particolare la figura carismatica di Charlie Parker contribuì enormemente alla fortuna del sassofono contralto, spingendo sempre più appassionati verso questo strumento. La musica di Parker, considerata un tempo solo l'espressione artistica di una minoranza rivoluzionaria all'interno della comunità afroamericana, continua a quasi settant'anni dalla nascita a essere studiata e a influenzare la musica americana.

## Brani celebri
Anche se Parker fu normalmente troppo incostante per dedicarsi veramente alla composizione (cosa di cui parlava spesso) molte sue composizioni sono diventate standard famosi, veri e propri inni della rivoluzione bebop. Fra i brani più celebri composti da Parker si ricordano Ko Ko, Ornithology, Anthropology, Yardbird Suite, Moose the Mooche, My Little Suede Shoes, Billie's Bounce, Blues for Alice, Au Privave, Quasimodo, Bird of Paradise, Chasin' the Bird, Confirmation, Now's the Time, Scrapple from the Apple, Relaxin' at Camarillo. Donna Lee, un brano spesso attribuito a Charlie Parker, fu in realtà composto da Miles Davis.
Era, però, più che altro la necessità di avere nuovo materiale a disposizione in sala d'incisione che lo spingeva a comporre. Charlie Parker compose spesso nuove melodie su preesistenti progressioni armoniche, e di frequente scriveva solo le otto battute iniziali dei brani poco prima della seduta di registrazione, per poi affidare il resto all'improvvisazione.

## Il "Birdland"

La 52ª e la posizione originale del Birdland

Nel 1949 a New York venne aperto un nuovo locale jazz chiamato "Birdland" ("Il paese degli uccelli") in suo onore, nel quale Charlie Parker si esibì molte volte e dove però gli fu persino vietato l'ingresso negli anni del suo declino fisico e mentale, a causa dei problemi da lui causati. Con indirizzo principale su Broadway (1678 Broadway, all'angolo con la cinquantaduesima), il Birdland aprì i battenti il 15 dicembre del 1949, quando già iniziava la decadenza della strada, con un cartellone che includeva Charlie Parker, Stan Getz, Lennie Tristano, Lester Young, Harry Belafonte, Oran Page, Max Kaminski e Florence Wright. Rimase in attività per più di 15 anni, divenendo un punto di riferimento per gli amanti del jazz e un centro di un'attività incessante di concerti (con serate doppie e triple dalle 9 di sera fino all'alba). Il biglietto di ammissione era di un dollaro e mezzo, e veniva pagato quasi ogni sera da star del cinema e celebrità di tutti i tipi. Era facile incontrare, tra gli abitueè del locale, Gary Cooper, Marilyn Monroe, Frank Sinatra, Joe Louis, Marlene Dietrich, Ava Gardner, Sammy Davis Jr. e Sugar Ray Robinson. Il quartetto di John Coltrane vi registrò Live at Birdland. Count Basie vi suonava regolarmente con la sua orchestra, e vi registrò la canzone di George Shearing dedicata al locale, Lullaby of Birdland. Altri regolari animatori del locale furono Dizzy Gillespie, Thelonious Monk, Miles Davis, Bud Powell, Erroll Garner. L'originale Birdland chiuse i battenti nel 1965. Un locale jazz con lo stesso nome venne aperto nel 1986, a 2745 Broadway (all'angolo con la 105ª strada) e si trova ora al numero 315 W della 44th Street.

## Charlie Parker Place

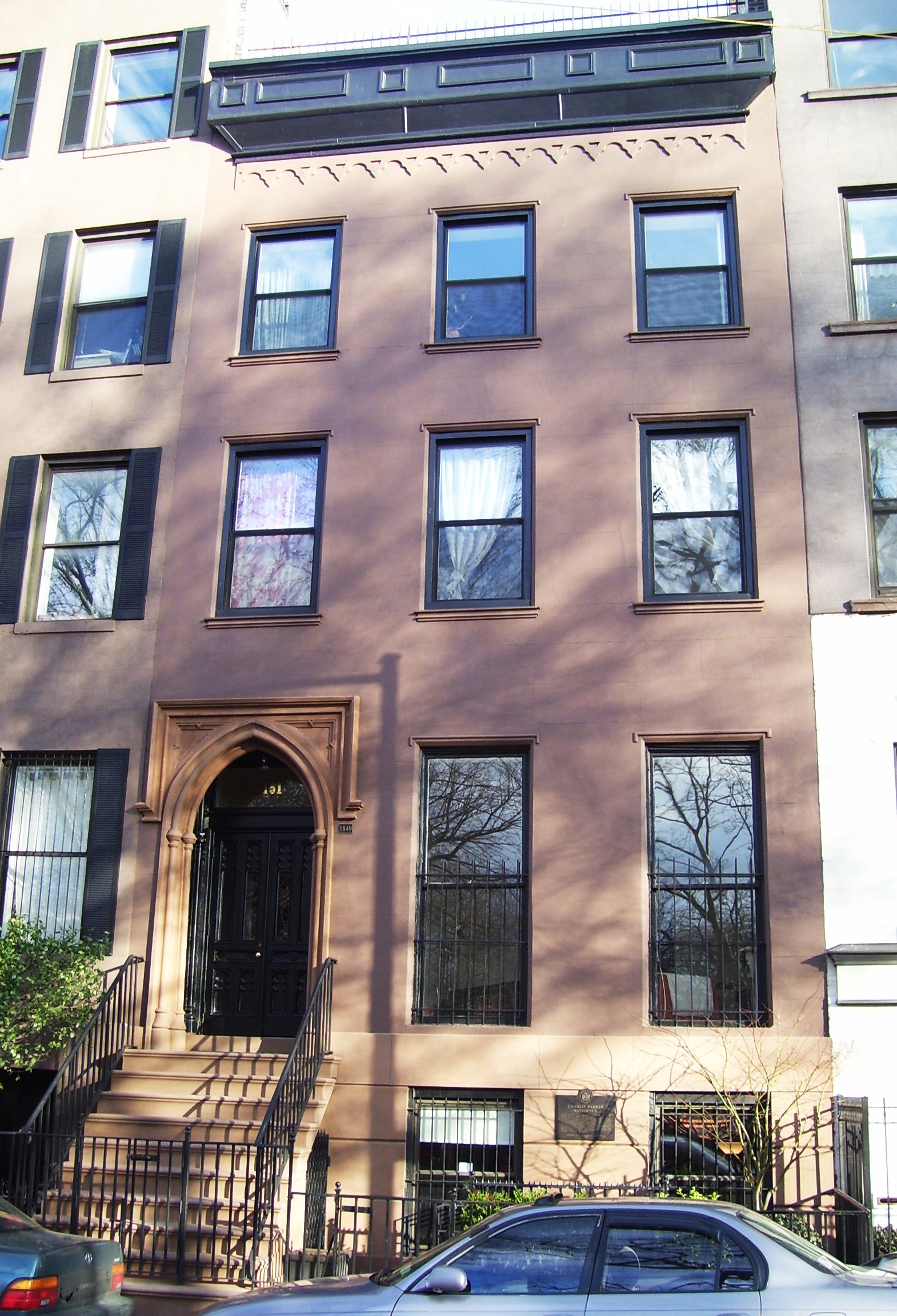
La casa di Charlie Parker a New York negli ultimi anni di vita.

Dal 1950 al 1954, Charlie Parker e l'ultima moglie, Chan Richardson, vissero in un appartamento al piano terra di un palazzo situato al 151 di Avenue B, all'incrocio tra la East 9th e la 10th Street vicino al Tompkins Square Park nell'East Village a Manhattan. L'edificio in stile gotico, costruito nel 1849 circa, è stato inserito nel National Register of Historic Places nel 1994. In aggiunta, nel 1992, la Avenue B tra la East 7th e la 10th Street, è stata ribattezzata Charlie Parker Place.

## Citazioni
- «La musica è la tua esperienza, i tuoi pensieri, la tua saggezza. Se non fa parte della tua vita, non potrà uscire dal tuo strumento.»[17]
- «Vivevo sempre in una specie di stato di panico, dovetti dormire nei garage. Ero completamente disorientato. La cosa peggiore era che nessuno comprendeva la mia musica.»
- «Ti insegnano che la musica può arrivare fino a un certo punto, ma guarda che l'arte non ha confini.»[18]

## Riferimenti nella cultura

### Cinema
- Il film Bird del 1988, diretto da Clint Eastwood, racconta la storia di Parker (interpretato da Forest Whitaker).
- Nel film del 1986 Round Midnight - A mezzanotte circa la figlia del protagonista Dexter Gordon si chiama come l'ultima moglie di Parker, Chan. Anche il tema finale del film, scritto da Herbie Hancock, si intitola Chan's Song.

### Letteratura
- Charlie Parker è il protagonista del racconto Charlie Parker Plays Bossa Nova, opera dello scrittore giapponese Haruki Murakami contenuta nella raccolta Prima persona singolare.

### Musica
- Poco tempo dopo la morte di Parker, Lennie Tristano incise un assolo di pianoforte intitolato Requiem come tributo alla scomparsa di Parker.
- Profondamente toccato dalla morte di Charlie Parker, il musicista di strada Moondog scrisse la celebre Bird's Lament in sua memoria. Moondog affermò di aver incontrato Charlie Parker per strada a New York e che loro due avevano anche programmato di fare una jam session insieme.
- Il sassofonista Phil Woods registrò un concerto tributo a Parker.
- Charles Mingus incluse nel suo celebre album Mingus Ah Um la composizione Bird Calls, apparentemente dedicata a Parker. Mingus però, a sorpresa affermò in seguito che il brano non era un riferimento alla leggenda del bebop Charlie "Bird" Parker: «Non era stata intesa per suonare come qualcosa di Charlie Parker. Doveva piuttosto assomigliare al cinguettio degli uccelli - almeno la prima parte».[senza fonte]
- Nel suo album Attica Blues del 1972, Archie Shepp incluse una composizione da lui scritta intitolata Invocation To Mr. Parker.
- Nel 1977 i Weather Report incisero il loro brano più famoso intitolandolo Birdland. Il pezzo era una dedica da parte del leader del gruppo Joe Zawinul sia a Charlie Parker che all'omonimo jazz club di New York.
- Nel 2003 svariati artisti (inclusi Serj Tankian e i Dan the Automator) registrarono l'album Bird Up: The Charlie Parker Remix Project. Il disco contiene dei nuovi brani creati remixando gli originali di Charlie Parker.
- Gli Steely Dan pubblicarono la canzone Parker's Band sul loro album del 1974 Pretzel Logic.
- La band jazz-rock britannica If omaggiò Parker nella title track del loro album Tea Break Over, Back on Your 'Eads del 1975, includendovi un assolo al sax nello stile di Parker e le strofe: «The Bird was the man to be heard» e «The music was the word».
- George Lewis registrò Homage to Charles Parker (1979), un album che mischia musica elettronica e blues.
- La band TISM nel loro The White Album (2004) incluse il brano Tonight Harry's Practice Visits the Home of Charlie 'Bird' Parker.
- Gli Sparks pubblicarono una canzone dal titolo (When I Kiss You) I Hear Charlie Parker Playing sul loro disco del 1994 Gratuitous Sax & Senseless Violins, che fa continuamente riferimento al nome di Charlie Parker e al suo modo di suonare il sax nelle strofe dei testi.
- Duane Allman sviluppò una particolare tecnica alla slide guitar che gli permetteva di simulare il suono del cinguettio degli uccellini, e in una intervista raccontò che ciò era un tributo a Parker. Questa tecnica può essere ascoltata in numerose registrazioni dal vivo, tra le quali Mountain Jam sull'album dell'Allman Brothers Band Eat a Peach, e The Fillmore Concerts (poco prima dell'assolo di batteria). Questa tecnica si può ascoltare anche alla fine della hit del 1970 Layla della band Derek and the Dominos, nella quale suona Allman.
- The Only World della poetessa Lynda Hull include la poesia Ornithology omaggio a Charlie Parker.
- Il poema Song for Bird and Myself di Jack Spicer fu scritto in memoria di Charlie Parker.
- La canzone Jack & Neal/California, Here I Come, presente sull'album Foreign Affairs di Tom Waits ha una strofa che recita: «...with Charlie Parker on the bandstand not a worry in the world» ("con Charlie Parker nella band, non una sola preoccupazione al mondo").
- Nella canzone Can't Stop dei Red Hot Chili Peppers, la strofa del testo: «birds that blow the meaning into bebop» è un chiaro riferimento a Parker.
- Richard Thompson cita Charlie Parker nel suo brano Outside of the Inside sull'album The Old Kit Bag (2005).
- Charlie Parker viene citato nella canzone Rothko Chapel di David Dondero presente sull'album Simple Love (2007).
- Harry Chapin cita Charlie Parker nel brano There Only Was One Choice dell'album Dance Band On The Titanic.
- I Refused inclusero delle registrazioni live di Parker alla fine della canzone Liberation Frequency e le trasposero nel brano The Deadly Rhythm sull'album The Shape of Punk to Come.
- Il gruppo rock spagnolo Saratoga scrisse la canzone Charlie se fue ("Charlie se ne è andato") come tributo a Parker. Il brano è incluso nel loro album del 1999 Vientos de Guerra. La canzone inizia con le parole: «Antes que Malcom y King, que Lennon, en Kansas City surgio la estrella» ("Prima di Malcolm e King, prima di Lennon, a Kansas City sorse una stella").

## Premi e riconoscimenti
Grammy Award
| Charlie Parker Grammy Award History |                               |                   |        |           |           |
| Anno                                | Categoria                     | Titolo            | Genere | Etichetta | Risultato |
| 1974                                | Best Performance By A Soloist | First Recordings! | Jazz   | Onyx      | Vincitore |

Grammy Hall of Fame
Alcune incisioni effettuate da Charlie Parker sono state introdotte nella Grammy Hall of Fame, una speciale categoria di premi Grammy inaugurata nel 1973 per rendere omaggio a registrazioni vecchie di almeno venticinque anni, e che posseggano alta "valenza storica e qualitativa".
| Charlie Parker: Grammy Hall of Fame Awards |                             |                |           |                      |
| Anno di incisione                          | Titolo                      | Genere         | Etichetta | Anno di introduzione |
| 1945                                       | Billie's Bounce             | Jazz (Singolo) | Savoy     | 2002                 |
| 1953                                       | Jazz at Massey Hall         | Jazz (Album)   | Debut     | 1995                 |
| 1946                                       | Ornithology                 | Jazz (Singolo) | Dial      | 1989                 |
| 1950                                       | Charlie Parker with Strings | Jazz (Album)   | Mercury   | 1988                 |

Hall of Fame
|                    |                                                          |  |  |  |
| Anno di ammissione | Titolo                                                   |  |  |  |
| 2004               | Jazz at Lincoln Center: Nesuhi Ertegün Jazz Hall of Fame |  |  |  |
| 1984               | Grammy Lifetime Achievement Award                        |  |  |  |
| 1979               | Big Band and Jazz Hall of Fame                           |  |  |  |

National Recording Registry
Nel 2002, la Biblioteca del Congresso degli Stati Uniti ha reso omaggio alla composizione di Parker Ko Ko (1945) introducendola nella lista del National Recording Registry per la preservazione ai posteri.